# Golvanacanthus
Golvanacanthus är ett släkte av hakmaskar. Golvanacanthus ingår i familjen Rhadinorhynchidae.
Kladogram enligt Catalogue of Life:
| Golvanacanthus | \| \| Golvanacanthus blennii \| \| \| \| \| \| Golvanacanthus problematicus \| \| \| \| |
|                | \| \| Golvanacanthus blennii \| \| \| \| \| \| Golvanacanthus problematicus \| \| \| \| |
|                | Australorhynchus                                                                        |
|                |                                                                                         |
|                | Cathayacanthus                                                                          |
|                |                                                                                         |
|                | Cleaveius                                                                               |
|                |                                                                                         |
|                | Gorgorhynchoides                                                                        |
|                |                                                                                         |
|                | Gorgorhynchus                                                                           |
|                |                                                                                         |
|                | Hanumantharaorhynchus                                                                   |
|                |                                                                                         |
|                | Leptorhynchoides                                                                        |
|                |                                                                                         |
|                | Leptorhyncoides                                                                         |
|                |                                                                                         |
|                | Megistacantha                                                                           |
|                |                                                                                         |
|                | Metacanthocephaloides                                                                   |
|                |                                                                                         |
|                | Metacanthocephalus                                                                      |
|                |                                                                                         |
|                | Micracanthorhynchina                                                                    |
|                |                                                                                         |
|                | Paracanthorhynchus                                                                      |
|                |                                                                                         |
|                | Paragorgorhynchus                                                                       |
|                |                                                                                         |
|                | Pseudauchen                                                                             |
|                |                                                                                         |
|                | Pseudoleptorhynchoides                                                                  |
|                |                                                                                         |
|                | Raorhynchus                                                                             |
|                |                                                                                         |
|                | Rhadinorhynchus                                                                         |
|                |                                                                                         |
|                | Sclerocollum                                                                            |
|                |                                                                                         |
|                | Serrasentis                                                                             |
|                |                                                                                         |
|                | Serrasentoides                                                                          |
|                |                                                                                         |
|                | Golvanacanthus blennii                                                                  |
|                |                                                                                         |
|                | Golvanacanthus problematicus                                                            |
|                |                                                                                         |

|  | Golvanacanthus blennii       |
|  |                              |
|  | Golvanacanthus problematicus |
|  |                              |